# Megalocoelacanthus
Megalocoelacanthus dobiei
Genre
Espèce
Megalocoelacanthus est un genre éteint de poissons à membres charnus.
Une seule espèce est rattachée à ce genre, Megalocoelacanthus dobiei. Ses fossiles ont été découverts dans le centre, l'est et le sud des États-Unis. Ils datent de la fin du Crétacé supérieur (Campanien et Maastrichtien), il y a environ entre −84 et −66 Ma (millions d'années).

## Étymologie
Le nom de Megalocoelacanthus indique un cœlacanthe avec en préfixe la racine grecque « megalomanês » (grandement fou), faisant référence à la taille exceptionnelle de l'animal.

## Description
Megalocoelacanthus a une taille certes remarquable de l'ordre de 4,50 m, mais inférieure au plus grand des cœlacanthes : Mawsonia gigas qui lui pouvait atteindre 6 m de long,.
Un fossile bien conservé a été découvert dans la Formation de Niobrara au Kansas et décrit par H. Dutel et al. en 2012, il montre un crâne et des mâchoires très similaires à d'autres cœlacanthes modernes de la famille des Latimeriidae comme les genres fossiles Macropoma et Libys et le genre actuel Latimeria. 
Le genre Megalocoelacanthus est ainsi considéré par H. Dutel et al. comme un groupe frère de Libys au sein des Latimeriidae.